# الاگوینهاس
الاگوینهاس (به پرتغالی: Alagoinhas) یک سکونتگاه مسکونی در برزیل است که در باهیا واقع شده‌است.

## خصوصیات
الاگوینهاس ۷۳۳٫۹۶۹ کیلومترمربع مساحت و ۱۳۹٬۷۲۳ نفر جمعیت دارد و ۱۳۲ متر بالاتر از سطح دریا واقع شده‌است.